# Cragaleus

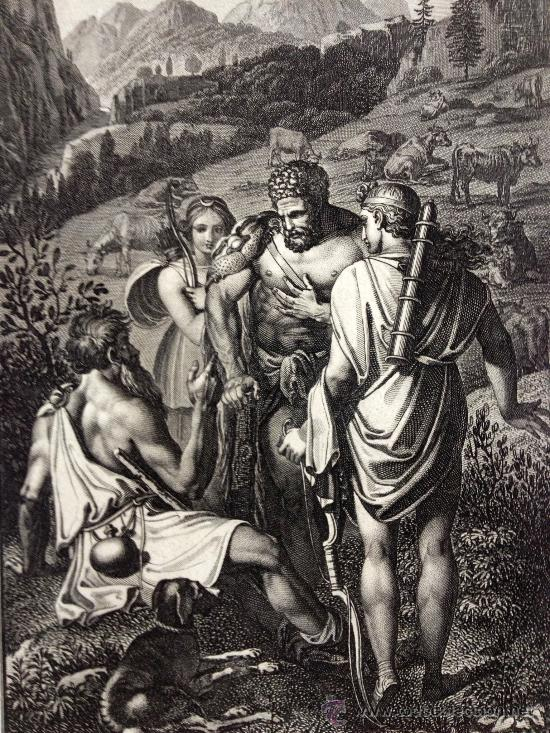
Cragaleus, par Franz Xaver Stöber, 1837.

Dans la mythologie grecque, Cragaleus, parfois francisé en Cragalée (en grec ancien Κραγαλεύς) est un fils de Dryops fils du Sperchios qui vivait parmi les Dryopes. Cragaleus est évoqué par Antoninus Liberalisdans ses Métamorphoses.
Renommé pour sa sagesse et son sens de la justice, Cragaleus reçoit un jour la visite d'Apollon, d'Artémis et d'Héraclès qui lui demandent de résoudre un différend entre eux. Ils se disputent en effet pour savoir lequel d'eux trois mérite de devenir le patron de la ville d'Ambracie en Épire. Apollon se prévaut du fait que la région a été conquise autrefois par l'un de ses fils, le héros Mélaneus d'Œchalie, ainsi que des bienfaits que lui-même a apporté en tant que dieu aux gens d'Ambracie quand il les a soutenus contre les Épirotes puis les a dotés de lois. Artémis rappelle qu'elle a sauvé les gens de la ville du tyran Phalécos en envoyant une lionne pour le tuer. Héraclès, enfin, rappelle qu'il a tué de nombreux Épirotes non-grecs pour avoir tenté de lui dérober les bœufs de Géryon, et que les Corinthiens qui vinrent dans la région pour fonder Ambracie sont ses descendants. Cragaleus considère que les arguments d'Héraclès sont les plus convaincants et le déclare vainqueur. Furieux, Apollon transforme alors Cragaleus en pierre. Depuis lors, les gens d'Ambracie sacrifient à Apollon Sauveur, mais considèrent que leur ville appartient à Héraclès et aux Héraclides et font également des sacrifices à Cragaleus.